# Pont Troyon
 (février 2023).
Si vous disposez d'ouvrages ou d'articles de référence ou si vous connaissez des sites web de qualité traitant du thème abordé ici, merci de compléter l'article en donnant les références utiles à sa vérifiabilité et en les liant à la section « Notes et références ».
Le pont Troyon est un pont ferroviaire français situé à Sèvres, dans les Hauts-de-Seine. Il permet le franchissement de la rue Troyon par la ligne 2 du tramway d'Île-de-France, immédiatement au nord-ouest de la station Brimborion. Long de 56 mètres, il a été installé en 2012 en remplacement d'un ouvrage plus court, vieux de 120 ans, afin de permettre la transformation ultérieure de l'axe franchi en un véritable boulevard urbain.